# Primera División (Chile) 1959
Die Primera División 1959, auch unter dem Namen 1959 Campeonato Nacional de Fútbol Profesional bekannt, war die 27. Saison der Primera División, der höchsten Spielklasse im Fußball in Chile.
Die Meisterschaft gewann das Team von Universidad de Chile, das sich damit für die erstmals ausgetragene Copa Campeones de América 1960 qualifizierte. Es war der zweite Meisterschaftstitel für den Klub aus der Hauptstadt. Deportes La Serena stieg als Tabellenletzter in die zweite Liga ab. Zweiter Pokalsieger in Chile wurde Santiago Wanderers.

## Modus
Die Teams spielen jeder gegen jeden mit Hin- und Rückspiel. Sieger ist die Mannschaft mit den meisten Punkten. Bei Punktgleichheit entscheidet das Torverhältnis. Sind die besten Teams um die Meisterschaft punktgleich, gibt es ein Entscheidungsspiel zwischen diesen Teams. Der Tabellenletzte steigt in die zweite Liga ab. Gründungsmitglieder können nicht absteigen.

## Teilnehmer
Die dreizehn nicht abgestiegenen Teams der Vorsaison nahmen auch wieder in dieser Saison teil. Aufsteiger aus der zweiten Liga war CD San Luis de Quillota, die den direkten Wiederaufstieg nach dem Abstieg 1958 schafften. Acht Teams kamen aus der Hauptstadt Santiago, dazu spielten die Santiago Wanderers aus Valparaíso, Everton aus Viña del Mar, O’Higgins aus Rancagua, Rangers de Talca aus Talca, Deportes La Serena aus La Serena und San Luis de Quillota aus Quillota in der Liga.

## Tabelle
| Pl.                       | Verein                      | Sp. | S  | U | N  | Tore    | Diff. | Punkte |
| ------------------------- | --------------------------- | --- | -- | - | -- | ------- | ----- | ------ |
| 1.                        | Universidad de Chile        | 26  | 16 | 6 | 4  | 061:340 | +27   | 38     |
| 2.                        | CSD Colo-Colo               | 26  | 16 | 6 | 4  | 057:320 | +25   | 38     |
| 3.                        | Santiago Wanderers (M)      | 26  | 13 | 8 | 5  | 046:330 | +13   | 34     |
| 4.                        | O’Higgins                   | 26  | 13 | 8 | 5  | 051:420 | +9    | 34     |
| 5.                        | Ferrobadminton              | 26  | 9  | 9 | 8  | 042:400 | +2    | 27     |
| 6.                        | Unión Española              | 26  | 9  | 8 | 9  | 032:380 | −6    | 26     |
| 7.                        | CD Magallanes               | 26  | 11 | 1 | 14 | 042:490 | −7    | 23     |
| 8.                        | Universidad Católica        | 26  | 9  | 5 | 12 | 045:530 | −8    | 23     |
| 9.                        | Everton                     | 26  | 8  | 6 | 12 | 044:420 | +2    | 22     |
| 10.                       | CD San Luis de Quillota (N) | 26  | 8  | 6 | 12 | 039:500 | −11   | 22     |
| 11.                       | Rangers de Talca            | 26  | 6  | 9 | 11 | 036:470 | −11   | 21     |
| 12.                       | Audax Italiano              | 26  | 7  | 6 | 13 | 033:410 | −8    | 20     |
| 13.                       | CD Palestino                | 26  | 9  | 1 | 16 | 048:550 | −7    | 19     |
| 14.                       | Deportes La Serena          | 26  | 6  | 5 | 15 | 041:610 | −20   | 17     |
| Quelle: , Stand: Endstand |                             |     |    |   |    |         |       |        |

## Entscheidungsspiel
Durch die Punktgleichheit am Ende der Saison wurde die Meisterschaft durch ein Entscheidungsspiel entschieden.
| Datum      |               | Ergebnis  |                      |                            |
| ---------- | ------------- | --------- | -------------------- | -------------------------- |
| 11.11.1959 | CSD Colo-Colo | 1:2 (0:1) | Universidad de Chile | Estadio Nacional, Santiago |

In der 39. Spielminute erzielte Ernesto Álvarez den Führungstreffer für Universidad de Chile. Mit der knappen Führung ging es in die Halbzeitpause. In der 50. Spielminute konnte Leonel Sánchez auf 2:0 erhöhen. Juan Soto gelang für Colo-Colo in der 70. Spielminute nur noch der Anschlusstreffer, so dass Universidad de Chile zum zweiten Mal seiner Geschichte Meister wurde. Dieses Entscheidungsspiel begründet die Rivalität zwischen den beiden Vereinen.

## Die Meistermannschaft Universidad de Chile
|  | Universidad de Chile |
|  | - Tor: René Pacheco (27/-) - Abwehr: Sergio Navarro (27/-); Luis Eyzaguirre (23/1); Hugo Lepe (13/-); Humberto Donoso (1/-) - Mittelfeld: Alfonso Sepúlveda (27/-); Carlos Contreras (25/-); Hugo Núñez (14/-) - Angriff: Braulio Musso (27/3); Carlos Campos (26/12); Leonel Sánchez (26/22); Osvaldo Díaz (25/9); Ernesto Álvarez (19/13); Luis Ibarra (8/3); Guillermo Olivares (2/-); Hugo Villanueva (2/-); José Moris (1/-); Raúl Vázquez (1/-) - Trainer: Luis Álamos |

## Beste Torschützen
| Rang | Spieler          | Klub         | Tore |
| ---- | ---------------- | ------------ | ---- |
| 1    | José Benito Ríos | CD O’Higgins | 22   |